# Lakumasaurus
Lakumasaurus Novas et al., 2002 es un género fósil, un Mosasaurio que vivió en el Cretácico superior. Monoespecífico, su única especie es Lakumasaurus antarcticus.
Fue descubierto junto a Antarctopelta, siendo uno de los pocos animales descubiertos en la Antártida como fósiles. Es un ejemplar muy especial de la familia Mosasauridae debido a que fue encontrado en una región en donde por lo general no acostumbraban a habitar, ya que la mayoría de estos reptiles han sido encontrados en latitudes mayores como América del Norte y África, respectivamente.
Al parecer, vivió en una zona de la Antártida que se inundaba la mayor parte del año en ese tiempo, debido al clima tropical que existía en esa región del mundo, se encontraba bajo el nivel del mar; si no hubiera sido por esas condiciones, probablemente no hubiera sido capaz de sobrevivir debido a su anatomía.
Descubierto en el 2002 por Novas et al. en la isla de Ross, en el 2007 se revisa el género por James E. Martin y Marta Fernández pasando a ser considerado una sinonimia de Taniwhasaurus.